# Like I Love You
A Like I Love You Justin Timberlake első kislemeze első szólóalbumáról, a Justifiedról, amit a Clipse hiphopduóval vett fel. A kislemez 2002-ben jelent meg, a Billboard Hot 100-on 11. helyen debütált. A dalnak az Egyesült Királyságban is nagy sikere volt 2. helyen érkezett a szigetországba, és az angol listákon volt tizenhat heten keresztül. A dal felkerült a The Dillinger Escape Plan nevű együttes egyik korongjára is. A klip egyik háttértáncosa Kevin Federline, Britney Spears exférje. A dalban a dobokon a funky-s ütemeket Pharrell játssza.

## Dallista
- Európai CD maxi-kislemez

1. Like I Love You (Album Verzió) (Williams, Pharrell/Hugo, C./Timberlake, Justin) – 4:47
2. Like I Love You (Hangszerelve) (Williams, Pharrell/Hugo, C./Timberlake, Justin) – 4:47
3. Like I Love You (Extended Club Mix) (Williams, Pharrell/Hugo, C./Timberlake, Justin) – 5:37

- UK CD remixek

1. Like I Love You (Album Verzió) (Williams, Pharrell/Hugo, C./Timberlake, Justin) – 4:46
2. Like I Love You (Hangszerelve) (Williams, Pharrell/Hugo, C./Timberlake, Justin) – 4:46
3. Like I Love You (Extended Club Mix I) (Williams, Pharrell/Hugo, C./Timberlake, Justin) – 5:39
4. Like I Love You (Extended Club Mix II) (Williams, Pharrell/Hugo, C./Timberlake, Justin) – 7:08

## Remixek, hivatalos verziók
- Album Verzió – 4:44
- Hangszerelve – 4:44
- Radiós Változat #2 – 3:51
- Radiós Változat #3 – 4:10
- Extended Club Mix I – 5:37
- Extended Club Mix II – 7:08
- Basement Jaxx Vocal Mix – 6:03
- Basement Jaxx Acid Dub
- Basement Jaxx Radio Edit
- Deep Dish Zigzag Remix – 9:40
- Deep Dish Zigzag Radio Edit
- Deep Dish Zigzag Dub
- Phat Heads Remix – 5:51
- Joe Bermudez Out Of Sync Club Mix – 7:54
- Joe Bermudez Out Of Sync Radio Edit – 4:14
- Joe Bermudez Out Of Sync "Billie Jean" Edit – 4:22

## Sikerei a listákon
| Lista (2002)                             | Pozíció |
| ---------------------------------------- | ------- |
| U.S. Billboard Hot 100                   | 11      |
| U.S. Billboard Hot Dance Club Play       | 1       |
| U.S. Billboard Hot Dance Kislemez Eladás | 3       |
| U.S. Billboard Hot R&B/Hip-Hop Dalok     | 53      |
| Spanyol Top 40 Kislemez                  | 20      |
| Portugál Top 50 Kislemez                 | 9       |
| U.S. Billboard Top 40 Dal                | 9       |
| Lengyel Kislemezlista                    | 1       |
| Argentin Top 40 Kislemez                 | 3       |
| Ausztrália                               | 8       |
| Osztrák Top 75 Kislemez                  | 29      |
| Belga Top 50 Kislemez                    | 6       |
| Brazil Top 100 Kislemez                  | 10      |
| Kanada                                   | 10      |
| Dán Top 20 Kislemez                      | 4       |